# Pantodonta
Os Pantodontes são uma ordem (ou, de acordo com alguns, uma subordem) extinta de Mamíferos Placentários.
Os Pantodontes são conhecidos desde o Paleoceno ,na América do Norte e Ásia, e um primitivo gênero, Alcidedorbignya, surgiu no paleoceno na américa do sul. 